# 埃特拉 (密蘇里州)
埃特拉（英語：Etlah）是位於美國密蘇里州富蘭克林縣的非建制地區。

## 歷史
埃特拉的郵局於1864年設立，其後於1935年停運。

## 地理
埃特拉所處的海拔為高於海平面160米（即525英呎），而該地所採用的時區為UTC-6，即北美中部時區（CST）。同時該地設有夏令時間，為UTC-6調快一小時，即UTC-5（CDT）。